# Xénique des buissons
Xenicus longipes
Espèce
Statut de conservation UICN

 EX  : Éteint
Le Xénique des buissons (Xenicus longipes) était une espèce d'oiseaux de Nouvelle-Zélande. Elle a disparu dans les années 1950 sur les deux îles principales. La dernière population, qui survivait sur une île plus petite, a été exterminée par les rats en 1964. Le dernier spécimen fut observé sur l'île Stewart en 1972.

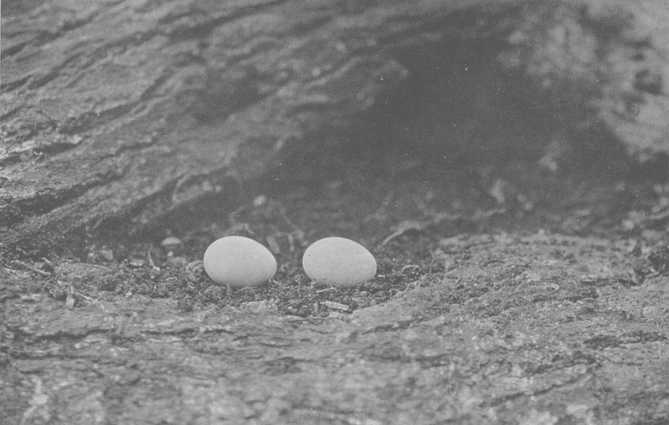
Des œufs de Xénique des buissons, en 1911.